# Tursunbaj Uldschabajewitsch Uldschabajew
Tursunbaj (Tursun) Uldschabajewitsch Uldschabajew (russisch Турсунбай (Турсун) Ульджабаевич Ульджабаев, tadschikisch Турсун(бой) Ӯлҷабоевич Ӯлҷабоев; * 18. Apriljul. / 1. Mai 1916greg. in Kuruk, Chodschent, Russisches Kaiserreich, heute: Chudschand, Sughd, Tadschikistan; † 31. Mai 1988) war ein sowjetischer Politiker der Kommunistischen Partei der Sowjetunion (KPdSU), der unter anderem zwischen 1955 und 1956 Vorsitzender des Ministerrates der Tadschikischen Sozialistischen Sowjetrepublik sowie von 1956 bis 1961 Erster Sekretär der Kommunistischen Partei Tadschikistans war.

## Leben
Tursunbaj Uldschabajewitsch Uldschabajew, Sohn eines Bauern, wurde 1932 Mitglied des kommunistischen Jugendverbandes Komsomol. Er absolvierte ein Studium an einer Pädagogisch-Technischen Schule und wurde nach dessen Abschluss 1935 Lehrer an einer Grundschule. Er wurde nach seinem Eintritt in die Kommunistische Partei der Sowjetunion (KPdSU) am 1. August 1937 Leiter der Pionierabteilung in einem Oblast und fungierte im Anschluss zwischen März 1943 und August 1947 als Erster Sekretär des Zentralkomitees (ZK) des Komsomol der Tadschikischen Sozialistischen Sowjetrepublik. Nachdem er von 1947 bis 1950 ein Studium an der Parteihochschule der KPdSU absolviert hatte, war er zwischen September 1950 und 1952 Sekretär des Parteikomitees der Stalinabad Oblast sowie von 1952 bis März 1954 Erster Sekretär des Parteikomitees der Leninabad Oblast.
Uldschabajew war danach von 1954 bis 1955 Sekretär des ZK der Kommunistischen Partei Tadschikistans und wurde am 29. März 1955 Nachfolger von Dschabar Rassulowitsch Rassulow als Vorsitzender des Ministerrates der Tadschikischen Sozialistischen Sowjetrepublik und bekleidete dieses Amt bis zum 25. Mai 1956, woraufhin Nazarscho Dodschudojew seine Nachfolge antrat. Daraufhin wurde er am 24. Mai 1956 Nachfolger von Bobodschan Gafurowitsch Gafurow als Erster Sekretär des ZK der Kommunistischen Partei Tadschikistans. Diese Funktion bekleidete er bis zum 12. April 1961, als er zusammen mit dem Vorsitzenden des Ministerrates Nazarscho Dodschudojew wegen der „systematischen Fälschung von Berichtsdokumenten“ zur Übererfüllung der Pläne der Baumwollproduktion, die tatsächlich nicht erfüllt wurden, aus allen Funktion entlassen und aus der KPdSU ausgeschlossen wurde. Sein Nachfolger als Erster Sekretär der KP Tadschikistans wurde daraufhin Dschabar Rassulowitsch Rassulow. Er war zudem Deputierter des Obersten Sowjet der UdSSR sowie Mitglied des ZK der KPdSU.
Im Anschluss war Tursun Uldschabajew zwischen 1961 und 1964 Direktor der Sowchose Mitin-Tugai in der Chatlonskaja Oblast sowie von 1964 bis 1973 Direktor der Sowchose Garm in der Komsomolabad Oblast. Im Anschluss fungierte er zwischen März 1973 und Dezember 1976 zunächst als stellvertretender Direktor sowie zuletzt seit Dezember 1976 als Direktor der Sowchose XXIV. Parteitag im Rajon Kuibyschew. Für seine Verdienste wurde er mehrfach geehrt und erhielt unter anderem den Leninorden, drei Mal den Orden des Roten Banners der Arbeit sowie zwei Mal das Ehrenzeichen der Sowjetunion.